# Kanton Étréchy
Kanton Étréchy is een voormalig kanton van het Franse departement Essonne. Kanton Étréchy maakte deel uit van het arrondissement Étampes en telt 18.519 inwoners (1999). Het werd opgeheven bij decreet van 24 februari 2014, met uitwerking op 22 maart 2015.

## Gemeenten
Het kanton Étréchy omvatte de volgende gemeenten:
- Auvers-Saint-Georges
- Bouray-sur-Juine
- Chamarande
- Chauffour-lès-Étréchy
- Étréchy (hoofdplaats)
- Janville-sur-Juine
- Lardy
- Mauchamps
- Souzy-la-Briche
- Torfou
- Villeconin
- Villeneuve-sur-Auvers